# Kōno Hironaka
Kōno Hironaka est un nom japonais traditionnel ; le nom de famille (ou le nom d'école), Kōno, précède donc le prénom (ou le nom d'artiste).
Kōno Hironaka (河野広中) (24 août 1849 - 29 décembre 1923) est un homme politique et ministre japonais.

## Biographie
Kōno est né dans la province de Mutsu (actuelle préfecture de Fukushima) où son père, Iwamura Hidetoshi, est un samouraï au service du domaine de Miharu et qui complète ses revenus de 100 koku en vendant des vêtements, du saké et des produits de la pêche. Kōno est envoyé à Edo pour étudier le confucianisme et rejoint le mouvement anti-étranger sonnō jōi. Durant la guerre de Boshin, il combat contre sa famille dont le domaine de Miharu reste loyal au shogunat Tokugawa et intègre l'Ōuetsu Reppan Dōmei. Après la restauration de Meiji, il devient administrateur dans plusieurs villes du nord du Japon et s'implique dans le mouvement pour la liberté et les droits du peuple d'Itagaki Taisuke. Pendant la rébellion de Satsuma, Kōno résiste à plusieurs tentatives de recrutement par le camp rebelle de Saigō Takamori et rejoint plutôt Itagaki dans la formation du mouvement Aikokusha qui demande la création d'une assemblée nationale. Il est l'un des membres fondateurs du parti Jiyūtō en 1881. Il en est le représentant dans la préfecture de Fukushima de 1882 à 1883, au moment de l'incident de Fukushima durant lequel des forces conservatrices du gouvernement cherchent à freiner la montée en puissance du Jiyūtō par des moyens illégaux.
Kōno remporte un siège à la chambre des représentants du Japon lors des élections législatives japonaises de 1890 et est plus tard réélu quatre fois consécutives au même siège jusqu'aux élections législatives japonaises de 1920. En 1898, il devient membre du Kenseitō. Au cours de sa carrière, il migre du Rikken Seiyūkai vers le Rikken Kokumintō puis le Rikken Dōshikai et finalement le Kenseikai.
Kōno est brièvement (pendant six jours) président de la chambre des représentants en décembre 1903, provoquant un tollé après avoir appelé à la destitution du Premier ministre Katsura Tarō lors de son discours inaugural devant l'empereur Meiji.
En 1909, il soutient le mouvement pan-asiatique en créant un groupe dédié à la libération de l'Asie du colonialisme européen. De 1915 à 1916, Kōno est ministre de l'Agriculture et du Commerce dans le gouvernement d'Ōkuma Shigenobu. Il meurt en 1923 à 74 ans. Sa tombe se trouve au temple Gokoku-ji à Tokyo.